# 대한민국 제20대 대통령 선거 세종특별자치시
이 문서는 대한민국 제20대 대통령 선거의 세종특별자치시 지역 개표 결과이다.

## 개표 결과
|  | 51.91% |

|  | 44.14% |

|  | 2.94% |

|  | 0.69% |

|  | 0.07% |

|  | 0.05% |

|  | 0.04% |

|  | 0.03% |

|  | 0.02% |

|  | 0.02% |

|  | 0.02% |

|  | 0.01% |

더불어민주당 이재명 후보가 과반이 넘는 51.91%를 기록하면서 세종에서 승리했다. 세종시는 제6회 전국동시지방선거 이후 계속 민주당계 정당이 승리했는데 이번에도 그 흐름이 이어졌다.
국민의힘 윤석열 후보는 44.14%의 득표율을 기록하면서 2위를 차지했다.

## 같이 보기
- 대한민국 제20대 대통령 선거